# 范蠡公园
范蠡公园，又名牛尾山公园，位于河南省南阳市淅川县县城东南方位，呈东西走向，山体长４公里，宽0.7公里，形状似牛的尾巴，因此得名牛尾山，当地为纪念范蠡而将牛尾山公园改建为范蠡公园。

## 公园文化内涵
弘扬范蠡“诚信为本、厚德立商、慎思敏行、辩证经营、亲民济困、天下共富”的经商思想

## 主要景观
- 范蠡祠堂：又称商圣祠，在牛尾山主峰，汉白玉结构的台阶之上，周围有护栏，建筑风格为硬山式，祠内设有范蠡像供人祭拜。
- 西施望月台：在牛尾山主峰东边的次峰上，有一尊高10米，座北面南仰望天空的西施雕像，雕像为汉白玉结构。
- 888阶诚信天梯：自公园西大门开始，有一条通往商圣祠的阶梯，阶梯上镶有圆形脚踏石，脚踏石上刻有车、马、象、士、炮、劝农桑、务积谷、农未兼营、农商俱利等字样。
- 极目阁
- 货殖山道
- 商字广场

## 参看
- 蠡湖
- 蠡园